# Murcia
Murcia je grad u jugoistočnom dijelu Španjolske, glavni je grad autonomne zajednice Regija Murcia te istoimene provincije. Smještena je u dolini rijeke Segura (španjolski Rio Segura). 
Murcia je 2021. imala 460.349 stanovnika.
U Murciji je smješteno sveučilište.